# Sergio Llorente
Sergio Antonio Llorente Paz, né le 13 septembre 1990 à Madrid en Espagne est un joueur professionnel espagnol de basket-ball. Mesurant 1,85 m, il évolue principalement au poste de meneur.

## Carrière de joueur

### Carrière en club

#### Spirou Basket (2021)
Fin janvier 2021, Llorente rejoint le Spirou Basket jusqu'en fin de saison 20-21. Il vient renforcer l'effectif du Spirou qui connait plusieurs absences au poste de meneur et arrière. Il quitte l'équipe en été avant de faire son retour le 20 août 2021 pour une durée de deux mois. En octobre, l'Espagnol prolonge son contrat d'un mois et dispute trois rencontres supplémentaires, avant de quitter définitivement le Spirou Basket fin novembre 2021.

#### Brussels Basketball (2021-2023)
En décembre 2021, Llorente rejoint le Phoenix Brussels pour une période d'essai d'un mois. Le 26 décembre, il s'engage finalement jusqu'à la fin de la saison. En tant que titulaire indiscutable il devient meilleur passeur de la saison du Brussels avec 6,3 passes décisives en moyenne par match. En juin 2022 il quitte le club au terme de son contrat.
Un mois plus tard, le Madrilène est de retour pour une saison supplémentaire au Phoenix Brussels, devenu Circus Brussels. Il dispute une deuxième saison complète et quitte le Brussels le 17 mai 2023.

#### Bilbao Basket (2023)
Après avoir bouclé sa saison en Belgique, Llorente rejoint le Bilbao Basket en urgence pour disputer le dernier match crucial de la saison régulière contre l'Unicaja Málaga. Avec une place en Ligue des champions en jeu et une équipe décimée par les blessures, le club espagnol le recrute pour un seul match. Bilbao s'incline largement 71-103 et manque la qualification pour la Ligue des champions, se retrouvant en FIBA Europe Cup. Llorente joue 12 minutes en tant que remplaçant, inscrivant 2 points et délivrant 1 assist. Il quitte le club après cette rencontre.

## Palmarès
- Vainqueur de la Copa LEB Plata (es) en 2013 (en) avec le CEBA Guadalajara (en)[8].

### Distinctions personnelles
- MVP de la Copa LEB Plata (es) en 2013 (en)[8].

## Vie privée
Il est le fils de l'ancien basketteur José Luis Llorente, qui joua notamment pour le Real Madrid et en équipe d'Espagne.
Son cousin Marcos Llorente est footballeur international espagnol évoluant à l'Atlético de Madrid.